# 德州聯盟
德州聯盟（英語：Texas League）是美國中南部的一個美國職棒小聯盟附屬聯盟，該聯盟於1902年創立，隸屬於大聯盟的2A系統。雖然叫德州聯盟，但其實只有5支球隊的主場坐落於德州。最遠的球隊甚至在堪薩斯州和密蘇里州。
該聯盟從1888年創立，並於1892年正式運作。起初叫做德州協會，後改名為德州南方聯盟。1902年，德州聯盟加入小聯盟的1D系統，並於1904年升上1C系統。1911年升上1B系統後，終於在1921年升上1A系統。德州聯盟在二戰期間曾暫時停擺，後於1946年加入2A系統。1971年，德州聯盟一度只剩下7支球隊。
2019年，聖安東尼奧飛彈改組，他們將球隊搬遷至阿馬里洛，成為現今的阿馬里洛草皮貴賓狗。與此同時，3A的科羅拉多春天白襪將主場搬遷至聖安東尼奧，並改名為聖安東尼奧飛彈。
2020年，因為COVID-19疫情的大爆發，使得小聯盟賽季全面暫停。2021年球季開始前，德州聯盟暫時改名叫2A中區。不過大聯盟後來收購小聯盟的名稱版權，因此2A中區在2022年球季又改回原名德州聯盟。
1890年代，由於德州聯盟球隊的主場都非常空曠，使得該聯盟的打者時常打出位於外野手和內野手之間的軟弱安打，其中奧利·皮克林恩曾經連續7個打席敲出這種安打，當時的人們便稱呼其為「德州安打」，並沿用至今。

## 現有球隊
| 分區 | 球隊               | 原文名 | 大聯盟球隊     | 所在地               | 球場                      | 球場容納人數 |
| ---- | ------------------ | ------ | -------------- | -------------------- | ------------------------- | ------------ |
| 北區 | 阿肯色旅行者       |        | 西雅圖水手     | 阿肯色州北小岩城     | 迪奇–史蒂芬斯公園         | 7200         |
| 北區 | 西北阿肯色自然     |        | 堪薩斯市皇家   | 阿肯色州斯普林代爾   | 亞維斯特球場              | 7305         |
| 北區 | 春田紅雀           |        | 聖路易紅雀     | 密蘇里州春田         | 哈蒙斯球場                | 10486        |
| 北區 | 土爾沙鑽機         |        | 洛杉磯道奇     | 奧克拉荷馬州土爾沙   | 溫諾特球場                | 7833         |
| 北區 | 威奇托風暴潮       |        | 明尼蘇達雙城   | 堪薩斯州威奇托       | 河濱體育場                | 12000        |
| 南區 | 阿馬里洛草皮貴賓狗 |        | 亞利桑那響尾蛇 | 德克薩斯州阿馬里洛   | 哈吉鎮                    | 6631         |
| 南區 | 聖體市鉤子         |        | 休士頓太空人   | 德克薩斯州聖體市     | 華薩柏格球場              | 7050         |
| 南區 | 弗里斯科馴馬師     |        | 德州遊騎兵     | 德克薩斯州弗里斯科   | 萊德斯球場                | 10316        |
| 南區 | 米德蘭礦石         |        | 奧克蘭運動家   | 德克薩斯州米德蘭     | 摩曼頓銀行球場            | 6669         |
| 南區 | 聖安東尼奧飛彈     |        | 聖地牙哥教士   | 德克薩斯州聖安東尼奧 | 尼爾森·W·沃爾夫市立體育場 | 9200         |

|  |

## 外部連結
- 小聯盟官方網站 （页面存档备份，存于）